# Rudolf Schniewindt

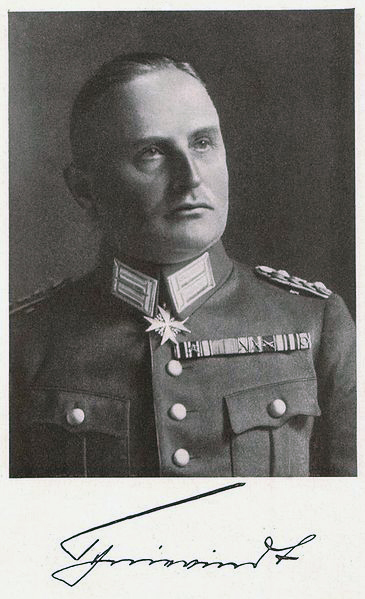
Rudolf Schniewindt um 1924

Rudolf Schniewindt (* 25. Dezember 1875 auf Gut Berentrop, Neuenrade; † 16. Juli 1954 in Marburg) war ein deutscher General der Infanterie im Zweiten Weltkrieg.

## Leben

### Familie
Rudolf Schniewindt wurde auf dem familieneigenen Gut Berentrop als Sohn von Albert Ludwig Leopold Schniewindt (1833–1897) geboren. Im Jahr 1912 heiratete er eine Enkelin von Heinrich Xaver Sieger, Elfriede Sieger (1887–1979), deren Vater der Generalleutnant und Ritter des Ordens Pour le Mérite, Ludwig Sieger (1857–1952) war. Rudolfs Bruder war Ludwig Theodor Wilhelm Schniewindt (1868–1938), der am 21. Mai 1918 als Major ebenfalls den Orden Pour le Mérite verliehen bekam.

### Militärkarriere
Schniewindt trat am 29. Oktober 1892 als Fahnenjunker in das 3. Magdeburgischen Infanterie-Regiment Nr. 66 der Preußischen Armee ein und wurde dort am 14. Mai 1894 zum Sekondeleutnant befördert. Von Oktober 1897 bis Ende September 1901 diente er als Bataillonsadjutant und wurde im folgenden Jahr zur weiteren Ausbildung an die Kriegsakademie kommandiert. Dort erfolgte zwischenzeitlich im September 1903 seine Beförderung zum Oberleutnant. Im Juli 1905 kehrte Schniewindt in den Truppendienst zu seinem Stammregiment zurück und wurde am 1. April 1906 zum Großen Generalstab kommandiert. Mit der Beförderung zum Hauptmann am 23. März 1908 wurde er dem Generalstab aggregiert. Im Jahr darauf zu Generalstab des Gouvernements Metz kommandiert, folgte am 26. März 1909 seine Versetzung dorthin. Von 1911 bis Januar 1913 war Schniewindt dann Kompaniechef im 3. Unter-Elsässischen Infanterie-Regiment Nr. 138, wurde anschließend zur Dienstleistung in das Kriegsministerium kommandiert und am 1. Oktober 1913 hierher versetzt. Dort war er als Mobilmachungsreferent in der Armeeabteilung tätig.
Nach dem Beginn des Ersten Weltkriegs am 19. August 1914 wurde Schniewindt zum Major befördert und ab 1. November 1914 zum Großen Hauptquartier kommandiert. Im Jahre 1918 wurde er zum Chef des Generalstabes des VII. Reserve-Korps ernannt.
Am 1. Oktober 1920 wurde er zum Oberstleutnant befördert und im Reichswehrministerium als Abteilungsleiter bei der Bildung des 100.000-Mann-Heeres eingesetzt. Schniewindt kehrte dann in den Truppendienst zurück und kam in den Stab des 12. Infanterie-Regiments in Halberstadt. Es folgte am 1. September 1921 seine Beförderung zum Oberst und als solcher kommandierte er dann vom 1. Februar 1923 bis 31. Januar 1926 dieses Regiment. Seine erneute Versetzung in das Reichswehrministerium und Ernennung zum Inspekteur der Inspektion der Nachrichtentruppen erfolgte im Jahr 1926. Am 1. Juli 1926 folgte seine Beförderung zum Generalmajor sowie am 1. März 1928 zum Generalleutnant. Als solcher war Schniewindt vom 1. April bis 30. September 1929 Kommandeur der 3. Division in Berlin und anschließend in gleicher Funktion in Stettin bei der 2. Division. Das Kommando gab er am 30. September 1931 ab und wurde unter Verleihung des Charakters als General der Infanterie aus dem aktiven Dienst verabschiedet.
Mit der Mobilmachung des Zweiten Weltkrieges wurde Schniewindt reaktiviert und am 26. August 1939 zum Kommandierenden General des Stellvertretenden Generalkommandos IX. Armeekorps in Kassel ernannt. Somit wurde Schniewindt auch zum Befehlshaber des Wehrkreiskommandos IX. mit Sitz in Kassel. Am 1. September 1940 erhielt er das Patent zu seinem Dienstgrad. Er gab am 1. Mai 1942 sein Kommando ab und wurde in die Führerreserve versetzt, bis er schließlich am 30. Juni 1942 endgültig aus der Wehrmacht verabschiedet wurde.

### Nachkriegszeit
Schniewindt folgte seinem Schwiegervater als Aufsichtsrat der Rudolph Koepp & Co., Chemische Fabrik A.-G. in Oestrich nach.

### Auszeichnungen
- Eisernes Kreuz (1914) II. und I. Klasse[1]
- Ritterkreuz des Königlichen Hausordens von Hohenzollern mit Schwertern[1]
- Pour le Mérite am 4. August 1918[1]
- Preußisches Dienstauszeichnungskreuz[1]
- Bayerischer Militärverdienstorden III. Klasse mit Schwertern[1]
- Ritterkreuz I. Klasse des Albrechts-Ordens mit Schwertern[1]
- Ritterkreuz des Ordens der Württembergischen Krone[1]
- Hessische Tapferkeitsmedaille[1]
- Hanseatenkreuz Hamburg[1]
- Österreichisches Militärverdienstkreuz III. Klasse mit der Kriegsdekoration[1]
- Deutsches Kreuz in Silber am 12. Juni 1943[2]